# Gare de Durtol – Nohanent
Gare de Durtol - Nohanent – stacja kolejowa w Durtol, w departamencie Puy-de-Dôme, w regionie Owernia-Rodan-Alpy, we Francji.
Jest stacją Société nationale des chemins de fer français (SNCF), obsługiwaną przez pociągi TER Auvergne.

## Położenie
Znajduje się na wysokości 536 m n.p.m., na 498,273 km Eygurande – Merlines – Clermont-Ferrand, pomiędzy stacjami Volvic i Royat - Chamalières.

## Linie kolejowe
- Eygurande – Merlines – Clermont-Ferrand